# Einwanderungsministerium des Commonwealth of Australia

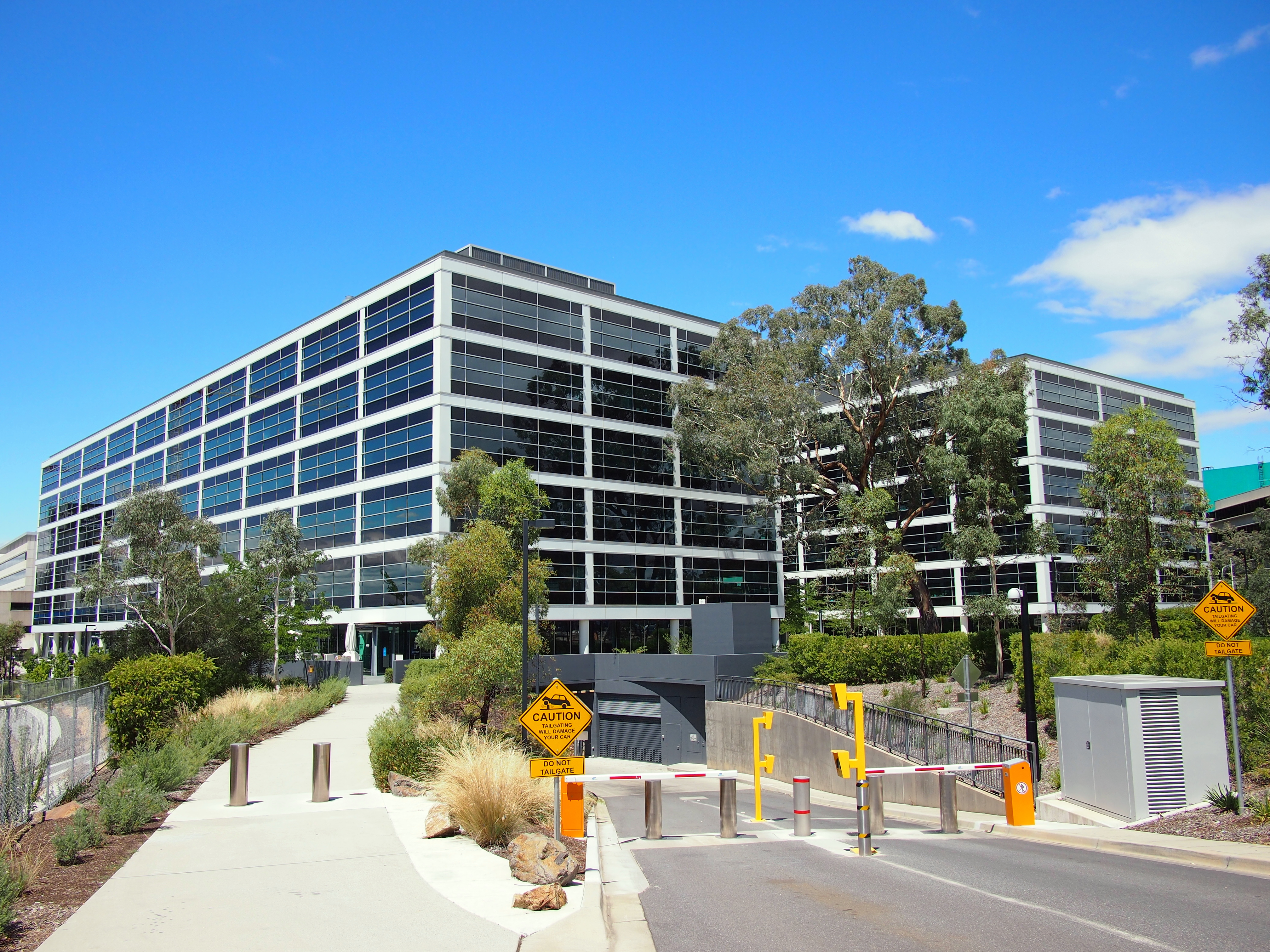
Das Verwaltungsgebäude des Einwanderungsministerium im Stadtzentrum Belconnen von Canberra (Februar 2013)

Das Einwanderungsministerium in Australien (englisch: Department of Immigration) ist eines der bedeutendsten australischen Ministerien und kann auf eine lange Tradition verweisen. Errichtet wurde es als eigenständiges Ministerium erstmals im Jahr 1945. Die derzeit regierende nationalliberale Regierung unter Malcolm Turnbull richtet ihre Migrations- und Asylpolitik an einer rigiden Einwanderungshaft und einem strikten Küstenschutz gegen asylsuchende Boatpeople aus.
Derzeit (Stand: April 2017) heißt das Ministerium Department of Immigration and Border Protection und wird vom Minister Peter Dutton von der Liberal Party of Australia geführt.

## Historische Entwicklung
Nachdem 1901 der Commonwealth of Australia entstanden war, wurden Fragen der Einwanderung von Unterabteilungen unterschiedlicher Ministerien, wie dem Außen-, Handels- und Innenministerium, behandelt.
Ab Juli 1945 wurde erstmals ein eigenständiges Einwanderungsministerium unter der Leitung von Arthur Calwell errichtet. Calwell trat für eine massenhafte Einwanderung ausschließlich europäisch-stämmiger Personen ein. Er war ein entschiedener Gegner einer Einwanderung anderer Ethnien und verfolgte eine rassistische White Australia Policy, die bis heute wirkt.

## Aktuelles Einwanderungsministerium ab 2013
Als die nationalliberale Regierung unter Tony Abbott im Jahr 2013 an die Macht kam, wurde das von der Laborregierung unter Premierminister Kevin Rudd geführte Department of Immigration and Citizenship in Department of Immigration and Border Protection umbenannt und mit anderen politischen Schwerpunkten ausgestattet.
Das laborregierte Ministerium definierte seine Arbeitsschwerpunkte neben der Einwanderung, Grenzkontrollen, Staatsbürgerschaft, auch im Bereich ethnischer und multikultureller Angelegenheiten. Das derzeit amtierende Einwanderungsministerium sieht seine Schwerpunkte ebenso, nennt allerdings die multikulturellen Belange explizit nicht.
In der politischen Praxis ist das derzeit amtierende Ministerium (Stand April 2017) durch einen strikten Grenzschutz insbesondere an der Küste und einer rigiden Einwanderungshaft gegenüber den Boatpeople gekennzeichnet (Operation Sovereign Borders).
In einer, im Jahr 2015 herausgegebenen Broschüre des australischen Einwanderungsministeriums zum siebzigsten Jahrestag seines Bestehens mit dem Titel „A History of the Department of Immigration“ (Deutsch: „Geschichte des Einwanderungsministeriums“) schlussfolgerte das Ministerium, dass es sich zu einem integralen Bestandteil der „ökonomischen Prosperität, nationalen Sicherheit und sozialen Harmonie Australiens“ entwickelt habe.

## Namensgebung seit 1945
Namen der australischen Einwanderungsministerien seit 1945.
| Name                                                               | Abkürzung | Beginn | Ende    | Regierung                  |
| ------------------------------------------------------------------ | --------- | ------ | ------- | -------------------------- |
| Department of Immigration                                          | DI        | 1945   | 1974    |                            |
| Department of Labor and Immigration                                | DLI       | 1974   | 1975    |                            |
| Department of Immigration and Ethnic Affairs                       | DIEA      | 1975   | 1987    |                            |
| Department of Immigration, Local Government and Ethnic Affairs     | DILGEA    | 1987   | 1993    |                            |
| Department of Immigration and Ethnic Affairs (II)                  | DIEA      | 1993   | 1996    |                            |
| Department of Immigration and Multicultural Affairs                | DIMA      | 1996   | 2001    |                            |
| Department of Immigration and Multicultural and Indigenous Affairs | DIMIA     | 2001   | 2006    |                            |
| Department of Immigration and Multicultural Affairs (II)           | DIMA      | 2006   | 2007    |                            |
| Department of Immigration and Citizenship                          | DIAC      | 2007   | 2013    | Australian Labor Party     |
| Department of Immigration and Border Protection                    | DIBP      | 2013   | aktuell | Nationalliberale Koalition |